# Bitwa pod Dorohuskiem
Bitwa pod Dorohuskiem – walki polskiej 7 Dywizji Piechoty płk. Karola Schuberta z oddziałami sowieckiej 25 Dywizji Strzelców w czasie II ofensywy Frontu Zachodniego Michaiła Tuchaczewskiego w okresie wojny polsko-bolszewickiej.

## Sytuacja ogólna
W pierwszej dekadzie lipca 1920 przełamany został front polski nad Autą, a wojska Frontu Północno-Wschodniego gen. Stanisława Szeptyckiego cofały się pod naporem ofensywy Michaiła Tuchaczewskiego.
Naczelne Dowództwo Wojska Polskiego nakazało powstrzymanie wojsk sowieckiego Frontu Zachodniego na linii dawnych okopów niemieckich z okresu I wojny światowej.
Sytuacja operacyjna, a szczególnie upadek Wilna i obejście pozycji polskich od północy, wymusiła dalszy odwrót wojsk polskich.
1 Armia gen. Gustawa Zygadłowicza cofała się nad Niemen, a 4 Armia nad Szczarę.
Obrona wojsk polskich na linii Niemna i Szczary również nie spełniła oczekiwań. W walce z przeciwnikiem oddziały polskie poniosły duże straty i zbyt wcześnie rozpoczęły wycofanie na linię Bugu.
Plan polskiego Naczelnego Dowództwa zakładał, że 1. i 4. Armia oraz Grupa Poleska powstrzymają bolszewików i umożliwią przygotowanie kontrofensywy z rejonu Brześcia. Rozstrzygającą operację na linii Bug, Ostrołęka, Omulew doradzał też gen. Maxime Weygand.

## Walczące wojska
| Jednostka                    | Dowódca                 | Podporządkowanie |
| Wojsko Polskie               |                         |                  |
| 7 Dywizja Piechoty           | gen. Karol Schubert     | 3 Armia          |
| ⇒ 11 pułk piechoty           | mjr Aleksander Zawadzki | 7 DP             |
| → I/11 pułku piechoty        |                         | 11 pp            |
| → III/11 pułku piechoty      |                         | 11 pp            |
| → poznański batalion etapowy |                         |                  |
| ⇒ 27 pułk piechoty           | ppłk Paweł Wierzbicki   | 7 DP             |
| → II/26 pułku piechoty       |                         | 27 pp            |
| Armia Czerwona               |                         |                  |
| 25 Dywizja Strzelców         | Aleksandr Bachtin       |                  |
| ⇒ 222., 223., 224. i 225 ps  |                         |                  |
| 1 pułk kozaków uralskich     |                         |                  |

## Działania wojsk w rejonie Dorohuska
Obrona przedmościa
5 sierpnia 7 Dywizja Piechoty obsadziła front na Bugu od Włodawy po Husynne z zadaniem obrony kierunków Włodawa – Lubartów i Chełm – Lublin. Dowódca 3 Armii gen. Zygmunt Zieliński nakazał prowadzenie aktywnej obrony i rozbijanie oddziałów sowieckich, którym uda się przekroczyć Bug. Obronę pod Dorohuskiem zorganizował 11 pułk piechoty w sposób następujący: przedmościa na wschodnim brzegu Bugu broniły III batalion i poznański batalion etapowy, a pozostałe bataliony pułku kwaterowały w okolicach stacji kolejowej.
6 sierpnia artyleria sowiecka rozpoczęła ostrzał miasta. Po ogniowym przygotowaniu do natarcia ruszyła piechota 25 Dywizji Strzelców. W polskich szeregach wybuchła panika, a żołnierze III/11 pułku piechoty zaczęli bezładnie wycofywać się za Bug. Wielu żołnierzy utonęło w nurtach rzeki.
Interweniowały pozostałe bataliony 11 pułku piechoty. Ich kontratak zatrzymał Sowietów na linii Bugu, ale przedmoście zostało utracone. Nie zdążono także zniszczyć mostów na Bugu.
Następnego dnia Sowieci wznowili natarcie. W trakcie walki artyleria polska spowodowała detonację ładunku wybuchowego pod mostem kolejowym. Most został poważnie uszkodzony.
Dowódca 7 Dywizji Piechoty płk Karol Szubert zdecydował się odzyskać przedmoście Dorohusk.
Zadanie to powierzył 27 i 11 pułkowi piechoty. Dowódca 27 pp ppłk Paweł Wierzbicki zdecydował dwoma batalionami przeprawić się przez Bug brodem pod Husynnem i uderzyć na przedmoście od południa. Równocześnie 11 pp miał nacierać przez mosty.
W czasie dochodzenia do brodów, bataliony 27 pp napotkały w Turce forsujące Bug pododdziały sowieckich pułków strzelców z 25 DS i odrzuciły je za rzekę. Próba przejścia pododdziałów polskich na wschodni brzeg Bugu załamała się w ogniu artylerii nieprzyjaciela.
Nocą z 7 na 8 sierpnia Sowieci sforsowali rzekę pod Świerżami i dwa pułki strzelców wyszły na tyły polskiego 11 pułku piechoty.
Dowódca dywizji, odtwarzając swój odwód, ściągnął bataliony 27 pp spod Turki z zamiarem użycia ich do kontrataku pod Świerżami. Manewr ten zauważył dowódca 1 pułku Kozaków Uralskich, zajął Turkę i tym samym i zagroził linii kolejowej Dorohusk – Chełm.
Około południa dowódca 7 DP płk Szubert otrzymał od dowódcy 3 Armii gen. Zielińskiego rozkaz opuszczenia linii Bugu. Odwrót rozpoczęto w godzinach wieczornych. Osłaniał 27 pułk piechoty. XIV Brygada Piechoty wycofała się w rejon Chełma, a XIII Brygada Piechoty do rejonu w okolicach Sawina.
Wypad na Dorohusk
12 sierpnia II batalion 27 pułku piechoty zorganizował wypad na obszarze Ignatów -  Kolonia Kamień.  Działanie batalionu było na tyle skuteczne, że  sowiecki 222 pułk strzelców utracił zdolność bojową.
Wzięto wielu jeńców. Wpinając się w nieprzyjacielską siec telefoniczną, uzyskano dokładne informacje o rozmieszczeniu i zamiarach nieprzyjaciela. Ustalono, że 13 sierpnia 25 Dywizja Strzelców ma zaatakować Chełm od północy i północnego wschodu.
Dowódca 7 Dywizji Piechoty postanowił ubiec  Sowietów i  nakazał I/11 pp, I/27 pp i batalionowi imienia Batorego uderzyć na Serebryszcze, Brzyzno, Wólkę, II/27 pp na kolonię Karlinówka - Żalin, Dobryłów, Świerże.  III batalion 27 pułku piechoty miał uderzać na południe od toru kolejowego  w kierunku na kolonię Kamień, Rudolfin, Pławanice, Dorohusk.
Uderzenie było tak niespodziewane i mocne, że oddziały Armii Czerwonej znajdujące się między Chełmem a Bugiem zostały doszczętnie rozbite, a 27 pułk piechoty osiągnął linię Bugu.
Nieprzyjaciel wycofał się za Bug i dalej na Lubomil. Rozbite zostały 222., 223., 224. i 225 sowieckie pułki strzelców.
13 sierpnia dywizja odzyskała Dorohusk. Tym razem zrezygnowano z tworzenia przedmościa na wschodnim brzegu Bugu i zniszczono most drogowy.

Komunikat prasowy Sztabu Generalnego z 14 sierpnia 1920 donosił:

W rejonie na wschód od Chełma oddziały nasze przełamały linję nieprzyjaciela pod Ignatowem i w pościgu zajęły Dorohusk i Świerże, odrzucając przeciwnika na prawy brzeg Bugu. Odzyskano również po walce Hrubieszów.